# Schlösserverwaltung
Die Aufgabe von Schlösser- und Gartenverwaltungen besteht in der Verwaltung, Pflege und Bewirtschaftung größerer historischer Schlösser-, Burg- und Parkanlagen. Weitere Zuständigkeiten liegen in der Publikation sowie Werbemaßnahmen für die touristische Inwertsetzung. Größere Schlösserverwaltungen unterhalten auch Museen mit wissenschaftlicher Betreuung des Kunstbesitzes und Sonderausstellungen sowie die Bauabteilungen zur Planung, Ausführung und Überwachung von Baumaßnahmen, bzw. analog Gärtenabteilungen zur Betreuung der historischen Gartenanlagen.

## Organisatorische Zusammenschlüsse
In Deutschland haben sich nach der Wiedervereinigung die entsprechenden öffentlichen Verwaltungen in der Arbeitsgemeinschaft Deutscher Schlösserverwaltungen zum Austausch von Wissen, Erfahrungen und Ressourcen zusammengeschlossen.
Daneben wurde 2012 in Berlin der Verein Schlösser und Gärten Deutschland e.V. gegründet, dem nach eigenen Angaben inzwischen staatliche, kommunale und private Betreiber sowie Besitzer von etwa 360 Monumenten und einige andere Organisationen angehören.
Schon 1899 wurde die Deutsche Burgenvereinigung (ursprünglich Vereinigung zur Erhaltung deutscher Burgen) begründet, zunächst, um der zunehmenden Zerstörung von Burgen und historischen Wehr- und Wohnbauten, „aber auch falsch verstandenen Restaurierungen Einhalt zu gebieten“. Der Verein versammelt nicht nur Burgen- und Schlossbesitzer, sondern auch interessierte Privatpersonen.

## Schlösserverwaltungen in Deutschland

### Staatliche Schlösserverwaltungen
- Staatliche Schlösser und Gärten Baden-Württemberg
- Bayerische Verwaltung der staatlichen Schlösser, Gärten und Seen
- Stiftung Preußische Schlösser und Gärten Berlin-Brandenburg
- Kulturstiftung Dessau-Wörlitz
- Staatliche Schlösser und Gärten Hessen
- Staatliche Schlösser, Gärten und Kunstsammlungen Mecklenburg-Vorpommern
- Generaldirektion Kulturelles Erbe Rheinland-Pfalz – Direktion Burgen, Schlösser, Altertümer
- Kulturstiftung Sachsen-Anhalt
- Schlösserland Sachsen – Staatliche Schlösser, Burgen und Gärten Sachsen
- Stiftung Thüringer Schlösser und Gärten
- Stiftung Fürst-Pückler-Museum Park und Schloss Branitz

### Private Schlösserverwaltungen (Auswahl)
- Fürstliche Hofkammer Bückeburg[6]
- Schlossverwaltung Lichtenstein[7]
- Schloss St. Emmeram[8]
- Schloss Weißenstein[9]